# Эд мак Боанта
Эд мак Боанта (правильная транскрипция: Айд мак Бонта; гэльск. Áed mac Boanta; погиб в 839) — король гэльского королевства Дал Риада (835—839).
«Песнь скоттов» помещает четыре года правления Эда мак Боанта между Константином и его племянником Эогананом. Согласно «Анналам Ульстера», Эоганан и его брат Бран в союзе с Эдом мак Боантом сразились с викингами в 839 году. В этой битве Эд и Эоганан потерпели поражение и пали на поле боя. Наследовал Эду представитель дал-риадской династии Алпин II.